# Józef Gałuszka
Józef Aleksander Gałuszka (ur. 17 marca 1893 w Szczurowej, zm. 6 września 1939 pod Annopolem) – polski poeta, publicysta, pisarz, redaktor „Gazety Literackiej” (w latach 1931–1934).

## Zarys biograficzny
Jego matką była Salomea Michalska, a ojcem Aleksander Gałuszka, pracujący jako rzeźbiarz w dworku rodu Kępińskich. Józef Gałuszka studiował na wydziale filozofii Uniwersytetu Jagiellońskiego. Walczył w I wojnie światowej po stronie Austrii (w latach 1914–1918) na froncie włoskim i rosyjskim oraz w wojnie polsko-bolszewickiej. 17 września 1929 roku poślubił malarkę i literatkę Edytę Mertlik.
W 1933 został laureatem nagrody literackiej miasta Krakowa. Popularny w czasach międzywojennych; Stanisław Ignacy Witkiewicz namalował jego portret, a Bolesław Wallek-Walewski pisał muzykę do jego wierszy.
Popełnił samobójstwo 6 września 1939 roku, prawdopodobnie w obliczu tragedii narodowej. Jego grób znajduje się w Krakowie na Cmentarzu Salwatorskim, sektor SC13-1-9.

## Poglądy
Józef Gałuszka często pisał i publikował teksty uważane za antysemickie (np. na łamach Gazety Literackiej i Myśli Narodowej). Gałuszka należał do grona najbardziej aktywnych krytyków Juliana Tuwima, który był żydowskiego pochodzenia. Julian Tuwim kilkukrotnie odpowiedział wprost Gałuszce ostrymi artykułami i wydaje się, że kilku wierszach odniósł się do podobnych krytyków (więc być może także do Gałuszki). Gałuszka z tego powodu na łamach „Gazety Literackiej” zamieścił swój artykuł pt. O sparszywieniu obyczajów, w którym zaatakował Tuwima.

## Ordery i odznaczenia
- Złoty Krzyż Zasługi – 10 listopada 1938 „za zasługi na polu literatury”[11]

## Niektóre tomiki poezji
- 1919 – Promień i grom
- 1922 – Uśmiechy Boga[12]
- 1925 – Gwiazda komandorii
- 1927 – Ludzie bez twarzy